# Гео Кукудов
Гео Светозаров Кукудов е български музикален педагог, историк и краевед.
Роден е на 20 януари 1941 г. в град София в семейството на основателката на българската етномузикология проф. Райна Кацарова, внук е на генерал-майор Димитър Кацаров и правнук на свещеник Илия Кацаров, един от заклинателите на поборниците от Априлското въстание. Родната къща на Кукудов се намира в разрастващия се на запад град в парцел, закупен от децата на поп Илия Кацаров. Гео Кукудов е своеобразен пазител на родовата хроника на копривщенския род Кукудови, включително за периода, когато Христо Явашев е живял в дома им, по времето, когато Кукудов е следвал в Музикалната академия.
Професор Гео Кукудов е оркестрант, а по-късно и преподавател по дървени и ударни инструменти в основания през 1933 г. от неговия вуйчо Дамян Брайков в Копривщица Духов оркестър на средно училище „Любен Каравелов“.
Гео Кукудов участва в изложбата „Роден в Габрово“ като дарява оригинален брой на списание „Български театър“.
Професор Кукудов е един от консултантите на Института за изследване на изкуствата към БАН при дигитализацията на фолклорните архиви на Райна Кацарова (160 ки. киноленти).

## Издания
- Кукудов, Гео. Един човек на дълга. Генерал майор Димитър Кацаров 1866 – 1958, мемоари.   Пловдив, Симелпрес, 2010. ISBN 9789549487879. с. 313. С автентичен запис от златния фонд на БНР
- Лозанка Пейчева, Венцислав Димов, Гео Кукудов. С хоро и песен, с перо и слово. 120 години от рождението на Райна Кацарова (1901 – 1984).   Пловдив, Симелпрес, 2021. ISBN 9786191831043. с. 420.

### Статии
- Вазова-Николова, Бинка Борисова, Гео Кукудов. Наричаха я царица Райна: 100 г. от рождението на фолклористката Райна Кацарова.   unicat.nalis.bg, 2002.
- Кукудов, Гео. Да си спомним Светозар Кукудов 1902 – 1986 //   19 (5).   София, Музика вчера днес, 2012. с. 78 – 83.